# Lista de séries originais do Disney+
Disney+ é um serviço de vídeo sob demanda por assinatura OTT de propriedade e operado pela Disney Media and Entertainment Distribution, lançado primeiramente nos Estados Unidos em 12 de novembro de 2019, expandindo-se posteriormente para outros territórios. Suas séries originais são criadas e produzidas por marcas de propriedade da Disney, como 20th Century Studios, Touchstone Pictures, Pixar, Marvel Studios, Lucasfilm e National Geographic.

## Séries originais

### Drama
| Título original                    | Título no Brasil                                  | Título em Portugal               | Gênero                                        | Data de lançamento     | Temporadas                 | Duração    | Status                                       |
| ---------------------------------- | ------------------------------------------------- | -------------------------------- | --------------------------------------------- | ---------------------- | -------------------------- | ---------- | -------------------------------------------- |
| The Mandalorian                    | The Mandalorian                                   | The Mandalorian                  | Western espacial                              | 12 de novembro de 2019 | 3 temporadas, 24 episódios | 33–59 min. | Renovada                                     |
| The Right Stuff                    | Os Eleitos                                        | Os Eleitos                       | Drama histórico                               | 9 de outubro de 2020   | 1 temporada, 8 episódios   | 46–53 min. | Finalizada                                   |
| WandaVision                        | WandaVision                                       | WandaVision                      | Comédia dramática romântica de super-heróis   | 15 de janeiro de 2021  | 9 episódios                | 31–51 min. | Minissérie                                   |
| The Falcon and the Winter Soldier  | Falcão e o Soldado Invernal                       | O Falcão e o Soldado do Inverno  | Buddy de ação-aventura de super-heróis        | 19 de março de 2021    | 6 episódios                | 51–62 min. | Minissérie                                   |
| Loki                               | Loki                                              | Loki                             | Fantasia de ação-aventura de super-heróis     | 9 de junho de 2021     | 1 temporada, 6 episódios   | 44–56 min. | 2ª temporada prevista para meados de 2023    |
| The Mysterious Benedict Society    | A Misteriosa Sociedade Benedict                   | A Misteriosa Sociedade Benedict  | Drama de aventura                             | 25 de junho de 2021    | 2 temporadas, 16 episódios | 39–59 min. | Finalizada                                   |
| Hawkeye                            | Gavião Arqueiro                                   | Hawkeye: Gavião Arqueiro         | Ação-aventura de super-heróis                 | 24 de novembro de 2021 | 6 episódios                | 42–62 min. | Minissérie                                   |
| The Book of Boba Fett              | O Livro de Boba Fett                              | O Livro de Boba Fett             | Novela espacial                               | 29 de dezembro de 2021 | 7 episódios                | 40–62 min. | Minissérie                                   |
| Moon Knight                        | Cavaleiro da Lua                                  | Moon Knight: Cavaleiro da Lua    | Fantasia de ação-aventura de super-heróis     | 30 de março de 2022    | 6 episódios                | 45–54 min. | Minissérie                                   |
| Obi-Wan Kenobi                     | Obi-Wan Kenobi                                    | Obi-Wan Kenobi                   | Space opera                                   | 27 de maio de 2022     | 6 episódios                | 39–56 min. | Minissérie                                   |
| Andor                              | Andor                                             | Andor                            | Space opera                                   | 21 de setembro de 2022 | 1 temporada, 12 episódios  | 38–57 min. | Temporada final prevista para agosto de 2024 |
| Willow                             | Willow                                            | Willow                           | Aventura de fantasia                          | 30 de novembro de 2022 | 1 temporada, 8 episódios   | 46–60 min. | Pendente                                     |
| National Treasure: Edge of History | A Lenda do Tosouro Perdido: No Limiar da História | O Tesouro: No Limiar da História | Ação-aventura                                 | 14 de dezembro de 2022 | 1 temporada, 10 episódios  | 45–51 min. | Finalizada                                   |
| The Crossover                      | Crossover                                         | A Travessia                      | Drama esportivo                               | 5 de abril de 2023     | 1 temporada, 8 episódios   | 26–36 min. | Pendente                                     |
| Secret Invasion                    | Invasão Secreta                                   | Invasão Secreta                  | Thriller de ação e espionagem de super-heróis | 21 de junho de 2023    | 6 episódios                | 38–58 min. | Minissérie                                   |
| Ahsoka                             | Ahsoka                                            |                                  | Novela espacial                               | 22 de agosto de 2023   | 8 episódios                | 40–50 min. | Minissérie                                   |
| Aguardando lançamento              |                                                   |                                  |                                               |                        |                            |            |                                              |
| Echo                               | Echo                                              |                                  | Super-herói ação                              | 29 de novembro de 2023 | TBA                        | TBA        | Minissérie                                   |
| Percy Jackson and the Olympians    | Percy Jackson e os Olimpianos                     |                                  | Fantasia aventura                             | 20 de dezembro de 2023 | 1 temporada, 08 episódios  | TBA        | Pendente                                     |

### Comédia
| Título original                              | Título no Brasil                        | Título em Portugal                      | Gênero                                    | Data de lançamento     | Temporadas                 | Duração    | Status                                         |
| -------------------------------------------- | --------------------------------------- | --------------------------------------- | ----------------------------------------- | ---------------------- | -------------------------- | ---------- | ---------------------------------------------- |
| High School Musical: The Musical: The Series | High School Musical: A Série: O Musical | High School Musical: O Musical: A Série | Musical/Mocumentário                      | 12 de novembro de 2019 | 3 temporadas, 30 episódios | 31–51 min. | Temporada final estreia em 9 de agosto de 2023 |
| Diary of a Future President                  | Diário de uma Futura Presidente         | Diário de uma Futura Presidente         | Comédia dramática                         | 17 de janeiro de 2020  | 2 temporada, 20 episódios  | 27–36 min. | Finalizada                                     |
| The Mighty Ducks: Game Changers              | Virando o Jogo dos Campeões             | A Hora dos Campeões: Uma Nova Era       | Comédia dramática esportiva               | 26 de março de 2021    | 2 temporadas, 20 episódios | 27–43 min. | Finalizada                                     |
| Big Shot                                     | Big Shot: Treinador de Elite            | Lance Livre                             | Comédia dramática                         | 16 de abril de 2021    | 2 temporadas, 20 episódios | 32–54 min. | Finalizada                                     |
| Turner & Hooch                               | Turner & Hooch                          | Amigos e Detetives                      | Comédia de ação policial                  | 21 de julho de 2021    | 1 temporada, 12 episódios  | 46–53 min. | Finalizada                                     |
| Doogie Kameāloha, M.D.                       | Doogie Kamealoha: Doutora Precoce       | Doogie Kamealoha: A Menina Doutora      | Comédia médica                            | 8 de setembro de 2021  | 2 temporadas, 20 episódios | 30–41 min. | Pendente                                       |
| Just Beyond                                  | Just Beyond                             | A Escola do Além                        | Antologia de comédia de terror            | 13 de outubro de 2021  | 1 temporada, 8 episódios   | 26–35 min. | Finalizada                                     |
| Ms. Marvel                                   | Ms. Marvel                              | Ms. Marvel                              | Comédia de amadurecimento de super-heróis | 8 de junho de 2022     | 006 episódios              | 41–52 min. | Minissérie                                     |
| She-Hulk: Attorney at Law                    | Mulher-Hulk: Defensora de Heróis        | She-Hulk: A Advogada                    | Comédia legal de super-heróis             | 18 de agosto de 2022   | 1 temporada, 9 episódios   | 31–38 min. | Minissérie                                     |
| The Santa Clauses                            | Meu Papai (Ainda) é Noel                | Santas Cláusulas                        | Minissérie de comédia de fantasia         | 16 de novembro de 2022 | 6 episódios                | 30–35 min. | Renovada                                       |
| The Muppets Mayhem                           | Muppets e o Caos Elétrico               | Os Marretas: Electric Mayhem            | Musical/Teatro de fantoches               | 10 de maio de 2023     | 1 temporada, 10 episódios  | 26–32 min. | Pendente                                       |
| American Born Chinese                        | A Jornada de Jin Wang                   | Americano da China                      | Comédia de ação                           | 24 de maio de 2023     | 1 temporada, 8 episódios   | 32–45 min. | Pendente                                       |
| Aguardando lançamento                        |                                         |                                         |                                           |                        |                            |            |                                                |

### Animação
| Título original                      | Título no Brasil                     | Título em Portugal                             | Gênero                    | Data de lançamento      | Temporadas                 | Duração    | Status                                           |
| ------------------------------------ | ------------------------------------ | ---------------------------------------------- | ------------------------- | ----------------------- | -------------------------- | ---------- | ------------------------------------------------ |
| Star Wars: The Bad Batch             | Star Wars: The Bad Batch             | Star Wars: O Lote Estragado                    | Space opera               | 4 de maio de 2021       | 1 temporada, 16 episódios  | 26–76 min. | Temporada final com estreia prevista para 2024   |
| Monsters at Work                     | Monstros no Trabalho                 | Monstros: Ao Trabalho                          | Comédia de fantasia       | 2 de julho de 2021      | 1 temporada, 10 episódios  | 27–30 min. | 2ª temporada com estreia prevista para 2023      |
| Chip 'n' Dale: Park Life             | Tico e Teco: Vida no Parque          | Tico e Teco: Vida no Parque                    | Comédia animada           | 23 de julho de 2021     | 1 temporada, 12 episódios  | 23 min.    | Novos episódios estreiam em 30 de agosto de 2023 |
| What If...?                          | What If...?                          | E Se...?                                       | Antologia de super-heróis | 11 de agosto de 2021    | 1 temporada, 9 episódios   | 32–38 min. | Renovada                                         |
| The Proud Family: Louder and Prouder | A Família Radical: Maior e Melhor    | Orgulho de Família: Mais Ruidosos e Orgulhosos | Comédia                   | 23 de fevereiro de 2022 | 2 temporadas, 20 episódios | 25–32 min. | Renovava                                         |
| Star Wars: Young Jedi Adventures     | Star Wars: Aventuras dos Jovens Jedi | Star Wars: As Aventuras dos Jovens Jedi        | Space opera               | 4 de maio de 2023       | 1 temporada, 13 episódios  | 26–27 min. | Temporada 1 em andamento                         |
| Aguardando lançamento                |                                      |                                                |                           |                         |                            |            |                                                  |

### Sem roteiro

#### Docussérie
| Título original                       | Título no Brasil                                 | Título em Portugal                                      | Gênero                 | Data de lançamento                            | Temporadas                 | Duração      | Status     |  |
| ------------------------------------- | ------------------------------------------------ | ------------------------------------------------------- | ---------------------- | --------------------------------------------- | -------------------------- | ------------ | ---------- |  |
| Marvel's Hero Project                 | Projeto Os Heróis da Marvel                      | Marvel Projeto Herói                                    | Docussérie             | 12 de novembro de 2019                        | 1 temporada, 20 episódios  | 25–29 min.   | Finalizada |  |
| The Imagineering Story                | A História do Imagineering                       | A História da Imagineering                              | Docussérie             | 12 de novembro de 2019                        | 6 episódios                | 62–69 min.   | Minissérie |  |
| The World According to Jeff Goldblum  | O Mundo Segundo Jeff Gouldblum                   | O Mundo Segundo Jeff Goldblum                           | Docussérie             | 12 de novembro de 2019                        | 2 temporadas, 22 episódios | 22–31 min.   | Finalizada |  |
| Pick of the Litter                    | Escola de Cão Guia                               | Nascido para Guiar                                      | Docussérie             | 20 de dezembro de 2020                        | 1 temporada, 6 episódios   | 28–36 min.   | Finalizada |  |
| Prop Culture                          | Conhecendo as Esculturas e Modelagens dos Filmes | Um Adereço, uma História                                | Docussérie             | 1 de maio de 2020                             | 1 temporada, 8 episódios   | 29–37 min.   | Finalizada |  |
| It's a Dog's Life with Bill Farmer    | Super Cães: Apresentado Por Bill Farmer          | Cães Extraordinários com Bill Farmer                    | Docussérie             | 15 de maio de 2020                            | 1 temporada, 10 episódios  | 22–24 min.   | Finalizada |  |
| Rogue Trip                            | Destinos Inesperados                             | Destinos Inesperados                                    | Documentário de viagem | 24 de julho de 2020                           | 1 temporada, 6 episódios   | 35–39 min.   | Finalizada |  |
| Becoming                              | Em Busca do Sonho                                | Becoming: Nasceu uma Estrela                            | Docussérie             | 18 de setembro de 2020                        | 1 temporada, 10 episódios  | 25–26 min.   | Finalizada |  |
| Magic of Disney's Animal Kingdom      | A Magia Disney do Animal Kingdom                 | A Magia do Disney's Animal Kingdom                      | Natureza               | 25 de setembro de 2020                        | 2 temporadas, 18 episódios | 36–41 min.   | Pendente   |  |
| Meet the Chimps                       | A Vida Secreta dos Chimpanzés                    | O Refúgio dos Chimpanzés                                | Natureza               | 16 de outubro de 2020                         | 1 temporada, 6 episódios   | 35–42 min.   | Finalizada |  |
| Marvel's 616                          | Marvel's 616                                     | Marvel's 616                                            | Docussérie             | 20 de novembro de 2020                        | 1 temporada, 8 episódios   | 40–72 min.   | Finalizada |  |
| On Pointe                             | Escola de Balé Americano                         | Em Pontas                                               | Docussérie             | 18 de dezembro de 2020                        | 1 temporada, 6 episódios   | 39–53 min    | Finalizada |  |
| Secrets of the Whales                 | O Segredo das Baleias                            | Os Segredos das Baleias                                 | Natureza               | 22 de abril de 2021                           | 4 episódios                | 47–51 min.   | Minissérie |  |
| Behind the Attraction                 | Por Trás da Diversão                             | Nos Bastidores da Diversão                              | Docussérie             | 21 de julho de 2021                           | 1 temporada, 10 episódios  | 39–48 min.   | Renovada   |  |
| Growing Up Animal                     | O Mundo dos Animais                              | Crescer Animal                                          | Natureza               | 18 de agosto de 2021                          | 1 temporada, 6 episódios   | 48–54 min.   | Pendente   |  |
| Among the Stars                       | Rumo às Estrelas                                 | Entre as Estrelas                                       | Docussérie             | 6 de outubro de 2021                          | 6 epiódios                 | 41–54 min.   | Minissérie |  |
| The Beatles: Get Back                 | The Beatles: Get Back                            | The Beatles: Get Back                                   | Docussérie             | 25 de novembro de 2021                        | 3 episódios                | 139–174 min. | Minissérie |  |
| Welcome to Earth                      | Bem-Vindos à Terra                               | Bem-vindos à terra                                      | Natureza               | 8 de dezembro de 2021                         | 1 temporada, 6 episódios   | 36–44 min.   | Pendente   |  |
| Sketchbook                            | Do Esboço à Realidade                            | Sketchbook                                              | Docussérie             | 27 de abril de 2022                           | 6 episódios                | 22–23 min.   | Pendente   |  |
| America the Beautiful                 | As Maravilhas dos Estados Unidos                 |                                                         | Natureza               | - 4 de julho de 2022 - 28 de setembro de 2022 | 1 temporada, 6 episódios   | 46–49 min.   | Pendente   |  |
| Light & Magic                         | Light & Magic                                    | Light & Magic                                           | Docussérie             | 27 de julho de 2022                           | 6 episódios                | 54–63 min.   | Minissérie |  |
| The Epic Adventures of Bertie Gregory | As Aventuras de Bertie Gregory                   | Aventuras Épicas com Bertie Gregory                     | Natureza               | 8 de setembro de 2022                         | 1 temporada, 5 episódios   | 40–48 min.   | Renovada   |  |
| Growing Up                            | Crescendo                                        | Estamos a Crescer                                       | Docussérie             | 8 de setembro de 2022                         | 1 temporada, 10 episódios  | 23–29 min.   | Pendente   |  |
| Super/Natural                         | Super/Natural                                    | Super/Natural                                           | Natureza               | 21 de setembro de 2022                        | 1 temporada, 6 episódios   | 42–48 min.   | Pendente   |  |
| Shipwreck Hunters Australia           | Caçadores de Naufrágios Austrália                | Caçadores de Naufrágios Austrália                       | Docussérie             | 5 de outubro de 2022                          | 1 temporada, 6 episódios   | 47–53 min.   | Pendente   |  |
| Save Our Squad with David Beckham     | Beckham: Salve Nosso Time                        | Salvem a Nossa Equipa com David Beckham                 | Esportes               | 9 de novembro de 2022                         | 4 episódios                | 43–47 min.   | Minissérie |  |
| Limitless with Chris Hemsworth        | Sem Limites com Chris Hemsworth                  | Sem Limites com Chris Hemsworth                         | Natureza               | 16 de novembro de 2022                        | 1 temporada, 6 episódios   | 45–75 min.   | Pendente   |  |
| Chasing Waves                         | Perseguindo Ondas                                | Perseguindo as Ondas                                    | Esportes               | 11 de janeiro de 2023                         | 1 temporada, 8 episódios   | 35–50 min.   | Pendente   |  |
| MPower                                | Poder M                                          | Poder-M                                                 | Docussérie             | 8 de março de 2023                            | 1 temporada, 4 episódios   | 36–41 min.   | Pendente   |  |
| Rennervations                         | Projeto Renner                                   | Rennervations: As Inovações Solidárias de Jeremy Renner | Docussérie             | 12 de abril de 2023                           | 1 temporada, 3 episódios   | 48 min.      | Pendente   |  |
| Matildas: The World at Our Feet       | Matildas: A Caminho do Mundial                   | Matildas: A Caminho do Mundial                          | Esportes               | 26 de abril de 2023                           | 6 episódios                | 40–42 min.   | Minissérie |  |
| Ed Sheeran: The Sum of It All         | Ed Sheeran: A Soma de Tudo                       | Ed Sheeran: Tudo Somado                                 | Biografia musical      | 3 de maio de 2023                             | 4 episódios                | 32–34 min.   | Minissérie |  |
| Aguardando lançamento                 |                                                  |                                                         |                        |                                               |                            |              |            |  |
| Animals Up Close with Bertie Gregory  |                                                  |                                                         | Natureza               | 13 de setembro de 2023                        | 1 temporada, 6 episódios   | TBA          | Pendente   |  |

#### Reality
| Título original | Título no Brasil           | Título em Portugal  | Gênero                             | Data de lançamento      | Temporadas                | Duração    | Status     |
| --------------- | -------------------------- | ------------------- | ---------------------------------- | ----------------------- | ------------------------- | ---------- | ---------- |
| Encore!         | Bis!                       | Regresso ao Palco   | Reality show                       | 12 de novembro de 2019  | 1 temporada, 12 episódios | 52–59 min. | Finalizada |
| Shop Class      | Disney Jovens Construtores | Superinventores     | Reality de competição              | 28 de fevereiro de 2020 | 1 temporada, 8 episódios  | 41–42 min. | Finalizada |
| Be Our Chef     | Seja Nosso Chef            | O Nosso Chef        | Reality de competição de culinária | 27 de março de 2020     | 1 temporada, 11 episódios | 24–28 min. | Finalizada |
| Foodtastic      | Comidas Inimagináveis      | Foodtástico         | Competição de culinária            | 15 de dezembro de 2021  | 1 temporada, 11 episódios | 42–45 min. | Finalizada |
| The Quest       | The Quest: A Missão        | A Demanda           | Reality/Game Show                  | 11 de maio de 2022      | 1 temporada, 8 episódios  | 40–47 min. | Finalizada |
| Family Reboot   | Recomeço Em Família        | Recomeço Em Família | Reality show                       | 15 de junho de 2022     | 1 temporada, 6 episódios  | 24–25 min. | Finalizada |

#### Variedades
| Título original                       | Título no Brasil                         | Título em Portugal                    | Gênero              | Data de lançamento    | Temporadas                | Duração    | Status     |
| ------------------------------------- | ---------------------------------------- | ------------------------------------- | ------------------- | --------------------- | ------------------------- | ---------- | ---------- |
| The Big Fib                           |                                          |                                       | Game Show           | 22 de maio de 2020    | 1 temporada, 30 episódios | 23–26 min. | Finalizada |
| Muppets Now                           | Agora Muppets                            | Mais Marretas do que Nunca            | Variedade/Fantoches | 31 de julho de 2020   | 1 temporada, 6 episódios  | 27–30 min. | Finalizada |
| Earth to Ned                          | Da Terra Para o Ned                      | Terra Chama Ned                       | Talk show/Fantoches | 4 de setembro de 2020 | 1 temporada, 20 episódios | 24–28 min. | Finalizada |
| Earth Moods                           | As Várias Faces da Terra                 | Emoções da Terra                      | ASMR                | 16 de abril de 2021   | 1 temporada, 5 episódios  | 31 min.    | Finalizada |
| Turning the Tables with Robin Roberts | Reflexões Sobre a Vida Com Robin Roberts | Turning the Tables with Robin Roberts | Talk show           | 28 de julho de 2021   | 2 temporadas, 8 episódios | 26–29 min. | Pendente   |
| Donna Hay Christmas                   |                                          |                                       | Programa culinário  | 2 de novembro de 2022 | 1 temporada, 4 episódios  | 24–39 min. | Pendente   |

### Curtas
Estes são programas em que a maioria dos episódios tem uma duração inferior a 20 minutos.
| Título original                     | Título no Brasil                     | Título em Portugal                       | Gênero                           | Data de lançamento     | Temporadas                 | Duração    | Status                                                   |
| ----------------------------------- | ------------------------------------ | ---------------------------------------- | -------------------------------- | ---------------------- | -------------------------- | ---------- | -------------------------------------------------------- |
| Disney Family Sundays               | Um Dia Em Família                    | Domingos Disney em Família               | DIY                              | 12 de novembro de 2019 | 1 temporada, 40 episódios  | 6–11 min.  | Finalizada                                               |
| Forky Asks a Question               | Garfinho Pergunta                    | O Garfy Pergunta                         | Animação                         | 12 de novembro de 2019 | 1 temporada, 10 episódios  | 6–8 min.   | Finalizada                                               |
| Pixar in Real Life                  | Pixar na Vida Real                   | Pixar na Vida Real                       | Reality de câmera escondida      | 12 de novembro de 2019 | 1 temporada, 11 episódios  | 5–7 min.   | Finalizada                                               |
| SparkShorts                         | SparkShorts                          | SparkShorts                              | Antologia de animação            | 12 de novembro de 2019 | 1 temporada, 10 episódios  | 6–13 min.  | Pendente                                                 |
| One Day at Disney                   | Um Dia na Disney                     | Um Dia na Disney                         | Docussérie                       | 6 de dezembro de 2019  | 1 temporada, 51 episódios  | 5–10 min.  | Finalizada                                               |
| Short Circuit                       | Pane Elétrica                        | Circuito de Ideias                       | Antologia de animação            | 24 de janeiro de 2020  | 2 temporadas, 19 episódios | 5–8 min.   | Pendente                                                 |
| Disney Insider                      | Por Dentro da Disney                 | Disney nos Bastidores                    | Docussérie                       | 20 de março de 2020    | 1 temporada, 14 episódios  | 16–23 min. | Finalizada                                               |
| Zenimation                          | Curtas Animados Zen                  | Animazen                                 | Animação/ASMR                    | 22 de maio de 2020     | 2 temporadas, 20 episódios | 5–50 min.  | Finalizada                                               |
| Inside Pixar                        | Por Dentro da Pixar                  | Dentro da Pixar                          | Docussérie                       | 13 de novembro de 2020 | 1 temporada, 20 episódios  | 10–16 min. | Finalizada                                               |
| The Wonderful World of Mickey Mouse | O Mundo Maravilhoso de Mickey Mouse  | O Maravilhoso Mundo do Mickey Mouse      | Animação                         | 18 de novembro de 2020 | 2 temporadas, 22 episódios | 9–24 min.  | Finalizada                                               |
| Marvel Studios: Legends             | Lendas da Marvel                     | Marvel Studios: As Lendas                | Clipes de super-heróis           | 8 de janeiro de 2021   | 2 temporadas, 35 episódios | 5–12 min   | Pendente                                                 |
| Pixar Popcorn                       | Sessão Pipoca com a Pixar            | Pipocas Pixar                            | Animação                         | 22 de janeiro de 2021  | 1 temporada, 11 episódios  | 2–24 min   | Finalizada                                               |
| Star Wars Vehicle Flythroughs       | Por Dentro dos Veículos de Star Wars | Star Wars Um Passeio Espacial            | Série de antologia               | 4 de maio de 2021      | 1 temporada, 2 episódios   | 4–5 min.   | Finalizada                                               |
| Disney's Launchpad                  | Launchpad                            | Launchpad                                | Série de antologia               | 28 de maio de 2021     | 1 temporada, 6 episódios   | 14–21 min. | Renovada                                                 |
| How to Stay at Home                 | Divirta-se em Casa com o Pateta      | Fica em Casa com o Pateta                | Curta de animação                | 11 de agosto de 2021   | 1 temporada, 4 episódios   | 3–6 min.   | Finalizada                                               |
| Dug Days                            | A Vida de Dug                        | Dug: Uma Vida Altamente                  | Comédia de animação              | 1 de setembro de 2021  | 1 temporada, 5 episódios   | 10–13 min. | Finalizada                                               |
| Star Wars: Visions                  | Star Wars: Visions                   | Star Wars: Visões                        | Anime/Space opera/Antologia      | 22 de setembro de 2021 | 1 temporada, 9 episódios   | 15–24 min. | 2ª temporada com estreia prevista para 4 de maio de 2023 |
| Star Wars Galaxy of Sounds          | Star Wars Galáxia de Sons            | Star Wars Sons da Galáxia                | Série de antologia               | 29 de setembro de 2021 | 1 temporada, 7 episódios   | 7–9 min.   | Pendente                                                 |
| Olaf Presents                       | Olaf Apresenta                       | Olaf Apresenta                           | Comédia animada                  | 12 de novembro de 2021 | 1 temporada, 6 episódios   | 5–12 min.  | Pendente                                                 |
| Ice Age: Scrat Tales                | A Era do Gelo: Histórias do Scrat    | A Idade do Gelo: As Desventuras de Scrat | Comédia animada                  | 13 de abril de 2022    | 1 temporada, 6 episódios   | 4–5 min.   | Finalizada                                               |
| Baymax!                             | Baymax!                              | Baymax!                                  | Comédia animada                  | 29 de junho de 2022    | 1 temporada, 6 episódios   | 11–12 min. | Pendente                                                 |
| I Am Groot                          | Eu Sou Groot                         | Eu Sou Groot                             | Comédia-ação de animação por CGI | 10 de agosto de 2022   | 1 temporada, 5 episódios   | 6 min.     | Renovada                                                 |
| Cars on the Road                    | Carros: Na Estrada                   | Carros em Viagem                         | Comédia                          | 8 de setembro de 2022  | 1 temporada, 9 episódios   | 10–14 min  | Pendente                                                 |
| Star Wars: Tales of the Jedi        | Star Wars: Histórias dos Jedi        | Star Wars: Lendas dos Jedi               | Antologia de space opera animda  | 26 de outubro de 2022  | 1 temporada, 6 episódios   | 13–19 min. | Renovada                                                 |
| Zootopia+                           | Zootopia+                            | Zootrópolis+                             | Comédia de animação              | 9 de novembro de 2022  | 1 temporada, 6 episódios   | 10–12 min. | Pendente                                                 |

### Continuações
Esses programas foram escolhidos pelo Disney+ para temporadas adicionais, após terem exibido temporadas anteriores em outra emissora.
| Título original                             | Título no Brasil                    | Título em Portugal               | Gênero               | Data de lançamento      | Temporadas                | Duração    | Emissora(s) Ant.                                 | Status     |
| ------------------------------------------- | ----------------------------------- | -------------------------------- | -------------------- | ----------------------- | ------------------------- | ---------- | ------------------------------------------------ | ---------- |
| Disney's Fairy Tale Weddings (2ª Temporada) | Casamentos de Conto de Fadas Disney | Casamentos de Sonho com a Disney | Docussérie           | 14 de fevereiro de 2020 | 1 temporada, 8 episódios  | 36–41 min. | Freeform                                         | Finalizada |
| Star Wars: The Clone Wars (7ª Temporada)    | Star Wars: The Clone Wars           | Star Wars: The Clone Wars        | Animação/Space opera | 21 de fevereiro de 2020 | 1 temporada, 12 episódios | 22–31 min. | - Cartoon Network (temp. 1–5) - Netflix (temp. 6 | Finalizada |
| Weird But True! (3ª Temporada)              | Acredite, é Verdade!                | Estranho mas Verdadeiro          | Docussérie           | 14 de agosto de 2020    | 1 temporada, 13 episódios | 23–26 min. | National Geographic                              | Finalizada |

### Especiais
Estes são conteúdos complementares relacionados a séries de televisão ou filmes originais.

#### Únicos
| Título original                                           | Título no Brasil                                            | Título em Portugal                                      | Gênero                 | Data de lançamento      | Duração         |
| --------------------------------------------------------- | ----------------------------------------------------------- | ------------------------------------------------------- | ---------------------- | ----------------------- | --------------- |
| One Day at Disney                                         | Um Dia na Disney                                            | Um Dia na Disney                                        | Documentário           | 3 de dezembro de 2019   | 1 hora, 1 min.  |
| High School Musical: The Musical: The Series: The Special | High School Musical: A Série: O Músical: Episódio Especial  | High School Musical: O Musical: A Série: Nos Bastidores | Musical/Making-of      | 14 de dezembro de 2019  | 23 min.         |
| The Real Right Stuff                                      | Projeto Mercury: Os Sete Escolhidos                         | Os Verdadeiros Eleitos                                  | Documentário           | 20 de novembro de 2020  | 1 hora, 30 min. |
| High School Musical: The Musical: The Holiday Special     | High School Musical: A Série: O Musical: Especial de Festas | High School Musical: O Musical: Especial Boas Festas    | Musical                | 11 de dezembro de 2020  | 45 min.         |
| A Spark Story                                             | Spark Story: Tudo Começa com uma Ideia                      | SparkShorts Nos Bastidores                              | Documentário           | 24 de setembro de 2021  | 1h 27 min.      |
| Under the Helmet: The Legacy of Boba Fett                 | Por Baixo do Capacete: O Legado de Boba Fett                | Por Detrás do Capacete: O Legado de Boba Fett           | Documentário           | 12 de novembro de 2021  | 22 min          |
| The Wonderful Winter of Mickey Mouse                      | O Maravilhoso Inverno de Mickey Mouse                       | O Maravilhoso Inverno de Mickey Mouse                   | Animação               | 18 de fevereiro de 2022 | 24 min.         |
| The Wonderful Spring of Mickey Mouse                      | A Maravilhosa Primavera de Mickey Mouse                     | A Maravilhosa Primavera de Mickey Mouse                 | Animação               | 25 de março de 2022     | 23 min.         |
| The Wonderful Summer of Mickey Mouse                      | O Maravilhoso Verão de Mickey Mouse                         | O Maravilhoso Verão de Mickey Mouse                     | Animação               | 8 de julho de 2022      | 23 min.         |
| Andor: A Disney+ Day Special Look                         | Andor: Um Especial do Disney+ Day                           | Andor: Especial "Disney+ Day"                           | Documentário making-of | 8 de setembro de 2022   | 10 min.         |
| Obi-Wan Kenobi: A Jedi's Return                           | Obi-Wan Kenobi: O Retorno do Jedi                           | Obi-Wan Kenobi: O Regresso de Um Jedi                   | Documentário making-of | 8 de setembro de 2022   | 1 hora          |
| The Wonderful Autumn of Mickey Mouse                      | O Maravilhoso Outono de Mickey Mouse                        | O Maravilhoso Outono de Mickey Mouse                    | Animação               | 18 de novembro de 2022  | 23 min.         |
| Willow: Behind the Magic                                  | Willow: Nos Bastidores da Magia                             | Willow: Nos Bastidores da Magia                         | Documentário making-of | 25 de janeiro de 2023   | 34 min.         |

#### Episódicos
| Título original                                              | Título no Brasil                                           | Título em Portugal                                         | Gênero                 | Data de lançamento      | Temporadas                 | Duração    | Status     |
| ------------------------------------------------------------ | ---------------------------------------------------------- | ---------------------------------------------------------- | ---------------------- | ----------------------- | -------------------------- | ---------- | ---------- |
| High School Musical: The Musical: The Series: The Sing-Along | High School Musical: A Série: O Musical: Cante Com A Gente | High School Musical: O Musical: A Série: Karaoke           | Musical                | 17 de janeiro de 2021   | 1 temporada, 10 episódios  | 32–40 min. | Pendente   |
| Disney Gallery: The Mandalorian                              | Disney Gallery / Star Wars: The Mandalorian                | Nos Bastidores / Star Wars: The Mandalorian                | Docussérie making-of   | 4 de maio de 2020       | 2 temporadas, 10 episódios | 19–69 min. | Pendente   |
| Into the Unknown: Making Frozen II                           | Minha Intuição: Nos Bastidores de Frozen 2                 | Muito Mais Além: O Making of de Frozen 2 - O Reino do Gelo | Docussérie making-of   | 26 de junho de 2020     | 1 temprada, 6 episódios    | 31–45 min. | Finalizada |
| Marvel Studios: Assembled                                    | Marvel Studios: Avante                                     | Marvel Studios: Unidos                                     | Docussérie making-of   | 12 de março de 2021     | 1 temporada, 13 episódios  | 42–67 min. | Pendente   |
| Disney Gallery: The Book of Boba Fett                        | Disney Gallery: O Livro de Boba Fett                       | Nos Bastidores: O Livro de Boba Fett                       | Documentário making-of | 1 temporada, 1 episódio | 4 de maio de 2022          | 63 min.    | Pendente   |
| Voices Rising: The Music of Wakanda Forever                  | Vozes em Ascensão: A Música de Wakanda Para Sempre         | Voices Rising: A Música de Wakanda Forever                 | Docussérie musical     | 28 de fevereiro de 2023 | 3 episódios                | 22–33 min. | Minissérie |

### Idioma diferente do inglês

#### Drama
| Título original                   | Título no Brasil                | Título em Portugal              | Gênero                                 | Data de lançamento                                                        | Temporadas                | Duração    | Idioma    | Status     |
| --------------------------------- | ------------------------------- | ------------------------------- | -------------------------------------- | ------------------------------------------------------------------------- | ------------------------- | ---------- | --------- | ---------- |
| Entrelazados                      | Entre Laços                     | Entre Laços                     | Musical/Comédia dramática de fantasia  | 12 de novembro de 2021                                                    | 1 temporada, 10 episódios | 41–53 min. | Espanhol  | Renovada   |
| Parallèles                        | Universos Paralelos             | Paralelos Desconhecidos         | Ficção científica/Mistério/Fantasia    | 23 de março de 2022                                                       | 1 temporada, 6 episódios  | 34–43 min. | Francês   | Finalizada |
| Tudo Igual... SQN                 | Tudo Igual... SQN               | Tudo Igual... SQN               | Comédia dramática                      | - 25 de maio de 2022 - 20 de julho de 2022                                | 1 temporada, 10 episódios | 34–45 min. | Português | Renovada   |
| Siempre fui yo                    | Sempre Fui Eu                   | Sempre Fui Eu                   | Drama/Mistério/Musical                 | - 15 de junho de 2022 - 20 de julho de 2022                               | 1 temporada, 10 episódios | 38–55 min. | Espanhol  | Renovada   |
| Papás por encargo                 | Pais por Acidente               | Papás Por Encomenda             | Comédia/Drama/Musical                  | - 13 de julho de 2022 - 24 de agosto de 2022 - 23 de novembro de 2022     | 1 temporada, 10 episódios | 28–36 min. | Espanhol  | Renovada   |
| Tierra Incógnita                  | Tierra Incógnita                | Terra Incógnita                 | Mistério/Terror                        | 8 de setembro de 2022                                                     | 1 temporada, 8 episódios  | 35–44 min. | Espanhol  | Pendente   |
| O Coro: Sucesso, Aqui Vou Eu      | O Coro: Sucesso, Aqui Vou Eu    | O Coro: Sucesso, Aqui Vou Eu    | Comédia dramática                      | - 28 de setembro de 2022 - 7 de dezembro de 2022 - 1 de fevereiro de 2023 | 1 temporada, 10 episódios | 34–45 min. | Português | Renovada   |
| Sumo Do, Sumo Don't               | O Clube do Sumô                 | Sumo Sim, Sumo Não              | Comédia dramática de esportes          | 26 de outubro de 2022                                                     | 1 temporada, 10 episódios | 43–56 min. | Japonês   | Pendente   |
| @Gina Yei: #WithAllMyHeartAndMore | @Gina Yei: #ComTodoCoraçãoEMAis | @Gina Yei: #ComTodoCoraçãoEMAis | Comédia dramática musical              | 11 de janeiro de 2023                                                     | 1 temporada, 12 episódios | 38–51 min. | Espanhol  | Pendente   |
| Mila no Multiverso                | Mila no Multiverso              | Mila no Multiverso              | Comédia dramática de ficção científica | - 25 de janeiro de 2023 - 15 de fevereiro de 2023                         | 1 temporada, 8 episódios  | 22–32 min  | Português | Pendente   |
| El club de los graves             | O Clube dos Graves              | O Clube dos Graves              | Comédia dramática/Musical              | 22 de fevereiro de 2023                                                   | 1 temporada, 10 episódios | 28–36 min. | Espanhol  | Pendente   |
| Viaje al centro de la Tierra      | Viagem ao Centro da Terra       | Viagem ao Centro da Terra       | Drama de aventura                      | 5 de abril de 2023                                                        | 1 temporada, 8 episódios  | 20–37 min  | Espanhol  | Pendente   |
| Tá Tudo Certo                     | Tá Tudo Certo                   | Tá Tudo Certo                   | Comédia romântica musical              | 12 de abril de 2023                                                       | 4 episódios               | 28–36 min. | Português | Minissérie |

#### Comédia
| Título original | Título no Brasil         | Título em Portugal | Gênero  | Data de lançamento      | Temporadas               | Duração    | Idioma  | Status   |
| --------------- | ------------------------ | ------------------ | ------- | ----------------------- | ------------------------ | ---------- | ------- | -------- |
| Week-end Family | Fim de Semana em Família | Weekend Family     | Comédia | 23 de fevereiro de 2022 | 1 temporada, 8 episódios | 25–33 min. | Francês | Renovada |

#### Sem roteiro
| Título original | Título no Brasil | Título em Portugal | Gênero       | Data de lançamento    | Temporadas                | Duração    | Idioma   | Status   |
| --------------- | ---------------- | ------------------ | ------------ | --------------------- | ------------------------- | ---------- | -------- | -------- |
| Los Montaner    | Os Montaner      | Os Montaner        | Docu-reality | 9 de novembro de 2022 | 1 temporada, 10 episódios | 40–62 min. | Espanhol | Pendente |

#### Especiais
| Título original                                     | Título no Brasil                                    | Título em Portugal                                  | Gênero                 | Data de lançamento    | Duração | Idioma    |
| --------------------------------------------------- | --------------------------------------------------- | --------------------------------------------------- | ---------------------- | --------------------- | ------- | --------- |
| Episódio Extra... SQN: Nos Bastidores de Tudo Igual | Episódio Extra... SQN: Nos Bastidores de Tudo Igual | Episódio Extra... SQN: Nos Bastidores de Tudo Igual | Documentário making-of | 29 de julho de 2022   | 29 min. | Português |
| Siempre fui yo: detrás de la historia               | Nos Bastidores de Sempre Fui Eu                     |                                                     | Documentário making-of | 2 de setembro de 2022 | 31 min. | Espanhol  |
| Week-end Family : Un Noël gagnant-gagnant           | Fim de Semana em Família: Especial de Natal         | Weekend Family: Um Bom Natal Para Todos             | Comédia                | 9 de dezembro de 2022 | 46 min. | Francês   |

## Programação original regional
Esses programas são originais porque o Disney+ os encomendou ou adquiriu e teve sua estreia no serviço, mas estão disponíveis apenas em territórios específicos do Disney+.
| Título original                                     | Título no Brasil                             | Título em Portugal                                                 | Gênero                | Data de lançamento    | Temporadas               | Duração    | Região exclusiva                               | Idioma   | Status     |
| --------------------------------------------------- | -------------------------------------------- | ------------------------------------------------------------------ | --------------------- | --------------------- | ------------------------ | ---------- | ---------------------------------------------- | -------- | ---------- |
| Fearless: The Inside Story of the AFLW              | A Revolução do Futebol Feminino na Austrália | Destemidas: Nos Bastidores da Liga Feminina de Futebol Australiano | Docussérie            | 24 de agosto de 2022  | 6 episódios              | 45–52 min. | Todos os mercados, exceto EUA e América Latina | Inglês   | Minissérie |
| Marvel Lucha Libre Edition: El origen de la mascara | Marvel Luta Livre: A Origem da Máscara       | Luta Livre Edição Marvel: A Origem da Máscara                      | Esportes/Mocumentário | 18 de janeiro de 2023 | 1 temporada, 5 episódios | 15–20 min. | América Latina                                 | Espanhol | Pendente   |

### Continuações
| Título original                        | Gênero                | Data de lançamento     | Temporadas                | Duração      | Emissora(s) ant. | Região exclusiva | Idioma | Status   |
| -------------------------------------- | --------------------- | ---------------------- | ------------------------- | ------------ | ---------------- | ---------------- | ------ | -------- |
| Dancing with the Stars (31ª temporada) | Reality de competição | 19 de setembro de 2022 | 1 temporada, 11 episódios | 115–121 min. | ABC              | América do Norte | Inglês | Renovada |

### Especiais
| Título original                                         | Gênero                    | Data de lançamento    | Duração | Região exclusiva | Idioma |
| ------------------------------------------------------- | ------------------------- | --------------------- | ------- | ---------------- | ------ |
| Dancing With the Stars: The Pros' Most Memorable Dances | Especial de retrospectiva | 8 de setembro de 2022 | 56 min. | América do Norte | Inglês |

## Programação exclusiva
Esses programas estrearam no serviço sem o selo Disney+ Original. Para alguns programas, apenas episódios selecionados estrearam no Disney+ e a maioria dos episódios está sendo transmitida simultaneamente com outra rede de propriedade da Disney. A disponibilidade pode variar entre as regiões.

### Drama
| Título original       | Título no Brasil      | Título em Portugal    | Gênero                | Estreia               | Temporadas            | Duração               | Emissora(s) de simulcast | Status                |                       |
| Aguardando lançamento | Aguardando lançamento | Aguardando lançamento | Aguardando lançamento | Aguardando lançamento | Aguardando lançamento | Aguardando lançamento | Aguardando lançamento    | Aguardando lançamento | Aguardando lançamento |
| --------------------- | --------------------- | --------------------- | --------------------- | --------------------- | --------------------- | --------------------- | ------------------------ | --------------------- | --------------------- |
| A Small Light         | A Small Light         | Uma Pequena Luz       | Drama biográfico      | 2 de maio de 2023     | 8 episódios           | TBA                   | National Geographic      | Minissérie            |                       |

### Comédia
| Título original               | Título no Brasil                  | Título em Portugal              | Gênero   | Estreia             | Temporadas                | Duração    | Emissora(s) de simulcast | Status                   |
| ----------------------------- | --------------------------------- | ------------------------------- | -------- | ------------------- | ------------------------- | ---------- | ------------------------ | ------------------------ |
| Ultra Violet & Black Scorpion | Ultra-Violeta e o Escorpião Negro | Ultra-Violeta e Escorpião Negro | Aventura | 8 de junho de 2022  | 1 temporada, 16 episódios | 23–27 min. | Disney Channel           | Finalizada               |
| The Villains of Valley View   |                                   |                                 | Aventura | 22 de junho de 2022 | 1 temporada, 20 episódios | 24–26 min. | Disney Channel           | Renovada                 |
| Saturdays                     | Saturdays: Pista de Patinação     |                                 | Comédia  | 25 de março de 2023 | 1 temporada, 11 episódios | 23–25 min. | Disney Channel           | 1ª temporada em exibição |

### Animação
| Título original              | Título no Brasil                     | Título em Portugal                 | Gênero   | Estreia                 | Temporadas                 | Duração    | Emissora(s) de simulcast | Status                            |
| ---------------------------- | ------------------------------------ | ---------------------------------- | -------- | ----------------------- | -------------------------- | ---------- | ------------------------ | --------------------------------- |
| The Ghost and Molly McGee    | Molly McGee e o Fantasma             | A Maldição de Molly McGee          | Fantasia | 6 de outubro de 2021    | 2 temporadas, 25 episódios | 24–25 min. | Disney Channel           | 2ª temporada em exibição          |
| Alice's Wonderland Bakery    | Alice na Doceria das Maravilhas      |                                    | Animação | 9 de fevereiro de 2022  | 1 temporada, 25 episódios  | 25 min.    | Disney Junior            | Renovada                          |
| Eureka!                      | Eureka!                              | Eureka!                            | Musical  | 22 de junho de 2022     | 1 temporada, 24 episódios  | 25 min.    | Disney Junior            | 1ª temporada em exibição          |
| Hamster & Gretel             |                                      |                                    | Aventura | 17 de agosto de 2022    | 1 temporada, 19 episódios  | 23 min.    | Disney Channel           | Renovada                          |
| Firebuds                     | Equipe de Resgate                    | Unidade de Resgate                 | Aventura | 21 de setembro de 2022  | 1 temporadad, 19 episódios | 25 min.    | Disney Junior            | 1ª temporada em exibição Renovada |
| SuperKitties                 | Supergatinhos                        | SuperKitties                       | Aventura | 11 de janeiro de 2023   | 1 temporada, 11 episódios  | 24 min.    | Disney Junior            | 1ª temporada em exibição          |
| Moon Girl and Devil Dinosaur | Garota da Lua e o Dinossauro Demônio | Moon Girl e o Dinossauro Diabólico | Aventura | 15 de fevereiro de 2023 | 1 temporada, 16 episódios  | 24–47 min. | Disney Channel           | Renovada                          |
| Kiff                         |                                      |                                    | Comédia  | 11 de março de 2023     | 1 temporada, 11 episódios  | 23–24 min. | Disney Channel           | 1ª temporada em exibição          |
| Kiya & the Kimoja Heroes     |                                      |                                    | Comédia  | 22 de março de 2023     | 1 temporada, 4 episódios   | 25 min.    | Disney Junior            | 1ª temporada em exibição          |

### Sem roteiro
| Título original          | Título no Brasil       | Título em Portugal        | Gênero                    | Estreia             | Temporadas  | Duração    | Emissora(s) de simulcast | Status     |
| ------------------------ | ---------------------- | ------------------------- | ------------------------- | ------------------- | ----------- | ---------- | ------------------------ | ---------- |
| Secrets of the Elephants | Segredos dos Elefantes | Os Segredos dos Elefantes | Docussérie sobre natureza | 22 de abril de 2023 | 4 episódios | 37–45 min. | National Geographic      | Minissérie |

### Continuações
| Título original                             | Título no Brasil            | Título em Portugal             | Gênero   | Estreia                | Temporadas                 | Duração    | Emissora(s) de simulcast | Status                   |
| ------------------------------------------- | --------------------------- | ------------------------------ | -------- | ---------------------- | -------------------------- | ---------- | ------------------------ | ------------------------ |
| Fancy Nancy (3ª temporada)                  | Fancy Nancy Clancy          | Fancy Nancy Clancy             | Animação | 12 de novembro de 2021 | 1 temporada, 13 episódios  | 25–27 min. | Disney Junior            | Finalizada               |
| Secrets of Sulphur Springs (temporadas 2–3) | Segredos em Sulphur Springs | Os Segredos de Sulphur Springs | Fantasia | 19 de janeiro de 2022  | 2 temporadas, 16 episódios | 22–28 min. | Disney Channel           | Pendente                 |
| Big City Greens (3ª temporada)              | Os Vizinhos Green           | Os Green na Cidade Grande      | Animação | 27 de julho de 2022    | 1 temporada, 20 episódios  | 23–25 min. | Disney Channel           | Pendente                 |
| Raven's Home (temporadas 5–6)               | A Casa da Raven             | A Raven Voltou                 | Fantasia | 19 de outubro de 2022  | 2 temporadas, 30 episódios | 22–27 min. | Disney Channel           | 6ª temporada em exibição |

### Especiais
| Título original             | Título no Brasil          | Título em Portugal             | Gênero             | Estreia            | Duração |
| --------------------------- | ------------------------- | ------------------------------ | ------------------ | ------------------ | ------- |
| A Fan's Guide to Ms. Marvel | Ms. Marvel: Guia Para Fãs | Um Guia para Fãs da Ms. Marvel | Curta documentário | 8 de junho de 2022 | 4 min.  |

### Idioma diferente do inglês

#### Drama
| Título original            | Título no Brasil             | Título em Portugal         | Gênero                        | Estreia               | Temporadas                | Duração    | Idioma   | Status     |
| -------------------------- | ---------------------------- | -------------------------- | ----------------------------- | --------------------- | ------------------------- | ---------- | -------- | ---------- |
| I Cavalieri di Castelcorvo | Os Cavaleiros de Castelcorvo | I Cavalieri di Castelcorvo | Drama adolescente de fantasia | 6 de novembro de 2020 | 1 temporada, 15 episódios | 20–26 min. | Italiano | Finalizada |

#### Comédia
| Título original            | Título no Brasil         | Título em Portugal | Gênero                    | Estreia               | Temporadas                | Duração | Idioma   | Status     |
| -------------------------- | ------------------------ | ------------------ | ------------------------- | --------------------- | ------------------------- | ------- | -------- | ---------- |
| El Ristorantino de Arnoldo | O Restaurante do Arnoldo |                    | Musical/Programa infantil | 29 de janeiro de 2021 | 1 temporada, 18 episódios | 24 min. | Espanhol | Finalizada |

#### Sem roteiro
| Título original | Título no Brasil | Título em Portugal | Gênero       | Estreia                 | Temporadas                | Duração    | Idioma   | Status      |
| --------------- | ---------------- | ------------------ | ------------ | ----------------------- | ------------------------- | ---------- | -------- | ----------- |
| Sobrevolando    | Sobrevoando      |                    | Docussérie   | 17 de novembro de 2020  | 1 temporada, 8 episódios  | 23–24 min. | Espanhol | Finalizada  |
| Conecta y Canta | Conecte e Cante  |                    | Reality show | 12 de fevereiro de 2021 | 1 temporada, 12 episódios | 38–54 min  | Espanhol | Finalizando |
| Chaparreando    | Chaparreando     |                    | Reality show | 21 de maio de 2021      | 1 temporada, 6 episódios  | 26–29 min. | Espanhol | Finalizada  |

#### Coproduções
| Título original           | Título no Brasil          | Título em Portugal                           | Gênero  | Parceiro/País      | Estreia                                       | Temporadas  | Duração    | Idioma  | Status     |
| ------------------------- | ------------------------- | -------------------------------------------- | ------- | ------------------ | --------------------------------------------- | ----------- | ---------- | ------- | ---------- |
| In the Soop: Friendcation | In the Soop: Friendcation | In the Soop: Friendcation - Viagem de Amigos | Reality | JTBC/Coreia do Sul | - 22 de julho de 2022 - 19 de outubro de 2022 | 4 episódios | 53–62 min. | Coreano | Minissérie |

## Distribuição internacional exclusiva
Esses programas de televisão são programas que foram ao ar em diferentes países e o Disney+ tem direitos exclusivos de distribuição para transmiti-los em outro território.
| Título original                           | Título no Brasil                    | Título em Portugal             | Gênero                        | Emissora original/Região           | Data de lançamento                            | Temporadas                 | Duração     | Região exclusiva         | Idioma   | Status                        |
| ----------------------------------------- | ----------------------------------- | ------------------------------ | ----------------------------- | ---------------------------------- | --------------------------------------------- | -------------------------- | ----------- | ------------------------ | -------- | ----------------------------- |
| Club Mickey Mouse Malaysia (4ª temporada) | Club Mickey Mouse Malaysia          | Club Mickey Mouse Malaysia     | Variedades                    | Disney+ Hotstar/Malásia            | - 12 de novembro de 2021 - 1 de junho de 2022 | 1 temporada, 13 episódios  | 24–26 min.  | Territórios selecionados | Inglês   | Finalizada                    |
| Snowdrop                                  | Snowdrop                            | Snowdrop                       | Humor negro romântico         | JTBC/Coreia do Sul                 | 9 de fevereiro de 2022                        | 16 episódios               | 74–100 min. | Estados Unidos           | Coreano  | Minissérie                    |
| The Hardy Boys                            | The Hardy Boys                      | Os Irmãos Hardy                | Drama adolescente de mistério | - Hulu/Estados Unidos - YTV/Canadá | 06-04-2022                                    | 2 temporadas, 23 episódios | 40–46 min.  | América Latina           | Inglês   | Renovada para temporada final |
| Delicacies Destiny                        | O Sabor do Destino                  | O Sabor do Destino             | Comédia romântica de época    | Bilibili/China                     | - 7 de abril de 2022 - 8 de junho de 2022     | 17 episódios               | 27–51 min.  | Territórios selecionados | Mandarim | Minissérie                    |
| Soundtrack #1                             | Soundtrack #1                       | A Primeira Canção de Amor      | Musical/Drama romântico       | Star/Coreia do Sul                 | 21 de outubro de 2022                         | 1 temporada, 4 episódios   | 40–55 min.  | Estados Unidos           | Coreano  | Renovada                      |
| Small & Mighty                            | Pequeno Problema                    | Pequeno e Poderoso             | Comédia dramática jurídica    | - Bilibili/China - Star/Taiwan     | 4 de janeiro de 2023                          | 26 episódios               | 37–43 min.  | Estados Unidos           | Mandarim | Minissérie                    |
| Super Junior: The Last Man Standing       | Super Junior: The Last Man Standing | Super Junior: 15 Anos de Palco | Docussérie musical            | Star/Coreia do Sul                 | 18 de janeiro de 2023                         | 2 episódios                | 50–51 min.  | América Latina           | Coreano  | Minissérie                    |

## Futuras séries originais

### Drama
| Título original | Gênero               | Data de lançamento | Temporadas                | Duração | Status       |
| --- | -------------------- | ------------------ | ------------------------- | ------- | ------------ |
| Star Wars: Skeleton Crew | Space opera          | 2023               | TBA                       | TBA     | Pós-produção |
| Daredevil: Born Again | Ação de super-heróis | Início de 2024     | 1 temporada, 18 episódios | TBA     | Filmando     |
| Percy Jackson & the Olympians | Fantasia e aventura  | 2024               | 1 temporada, 8 episódios  | TBA     | Pós-produção |
| The Acolyte | Space opera          | 2024               | TBA                       | TBA     | Filmando     |
| Echo | Ação de super-heróis | TBA                | TBA                       | TBA     | Pós-produção |
| Ironheart | Ação de super-heróis | TBA                | 6 episódios               | TBA     | Pós-produção |
| The Ballad of Renegade Nell | Drama de aventura    | TBA                | 1 temporada, 8 episódios  | 45 min. | Filmando     |
| Nautilusref>«Queensland Parliament House transformed into period film set for Disney+ series Nautilus». The Cairns Post (em inglês). 6 de setembro de 2022. Consultado em 3 de fevereiro de 2023</ref> | Aventura             | TBA                | 1 temporada, 10 episódios | TBA     | Filmando     |
| The Spiderwick Chronicles | Aventura de fantasia | TBA                | TBA                       | TBA     | Filmando     |

### Comédia
| Título original           | Gênero                                       | Data de lançamento              | Temporadas                | Duração | Status   |
| ------------------------- | -------------------------------------------- | ------------------------------- | ------------------------- | ------- | -------- |
| Pretty Freekin Scary      | Sitcom de terror                             | Meados de 2023                  | 1 temporada, 20 episódios | TBA     | Filmando |
| Agatha: House of Harkness | Comédia de ação sobrenatural de super-heróis | Final de 2023 ou Início de 2024 | TBA                       | TBA     | Filmando |
| Goosebumps                | Comédia de terroe                            | TBA                             | 1 temporada, 10 episódios | TBA     | Filmando |
| Wonder Man                | Comédia de ação de super-heróis              | TBA                             | TBA                       | TBA     | Filmando |

### Animação

#### Animação adulta
| Título original | Gênero                 | Data de lançamento | Temporadas               | Duração | Status      |
| --------------- | ---------------------- | ------------------ | ------------------------ | ------- | ----------- |
| Marvel Zombies  | Terror de super-heróis | 2024               | 1 temporada, 4 episódios | TBA     | Em produção |

#### Crianças e família
| Título original           | Gênero                      | Data de lançamento | Temporadas                | Duração | Status               |
| ------------------------- | --------------------------- | ------------------ | ------------------------- | ------- | -------------------- |
| Win or Lose               | Comédia                     | Final de 2023      | TBA                       | 20 min. | Em produção          |
| X-Men '97                 | Drama de super-heróis       | Final de 2023      | 1 temporada, 10 episódios | TBA     | Em produção Renovada |
| Iwájú                     | Drama de ficção científica  | 2023               | TBA                       | TBA     | Em produção          |
| Duffy and Friends         | Stop motion/Comédia animada | 2023               | 1 temporada, 6 episódios  | TBA     | Pré-produção         |
| Tiana                     | Musical                     | Meados de 2023     | TBA                       | TBA     | Em produção          |
| Spider-Man: Freshman Year | Comédia de super-heróis     | 2024               | TBA                       | TBA     | Em produção Renovada |
| Moana: The Series         | Musical                     | 2024               | TBA                       | TBA     | Em produção          |

### Sem roteiro

#### Docussérie
| Título original                 | Gênero              | Data de lançamento | Temporadas               | Duração | Status          |
| ------------------------------- | ------------------- | ------------------ | ------------------------ | ------- | --------------- |
| BTS Monuments: Beyond the Star  | Docussérie          | 2023               | TBA                      | TBA     | Pedido da série |
| Choir                           | Docussérie          | 2023               | 1 temporada, 6 episódios | TBA     | Pós-produção    |
| Secrets of the Octopus          | Natureza            | Início de 2024     | TBA                      | TBA     | Pré-produção    |
| On the Edge with Alex Honnold   | Natureza            | TBA                | TBA                      | TBA     | Pós-produção    |
| Beyond Belief with David Blaine | Natureza            | TBA                | TBA                      | TBA     | Pré-produção    |
| Lion                            | Natureza            | TBA                | TBA                      | TBA     | Pré-produção    |
| A Real Bug's Life               | Natureza            | TBA                | 1 temporada, 6 episódios | TBA     | Pré-produção    |
| The Biggest Little Farm         | Natureza            | TBA                | TBA                      | TBA     | Pedido da série |
| Earthkeepers                    | Docussérie          | TBA                | TBA                      | TBA     | Pedido da série |
| Great Migrations                | Natureza            | TBA                | TBA                      | TBA     | Pedido da série |
| Home                            | Natureza            | TBA                | TBA                      | TBA     | Pedido da série |
| Parenting Without Borders       | Programa de viagens | TBA                | TBA                      | TBA     | Pedido da série |
| People & Places                 | Docussérie          | TBA                | TBA                      | TBA     | Pedido da série |
| Photographer                    | Docussérie          | TBA                | TBA                      | TBA     | Pedido da série |
| Pole to Pole                    | Natureza            | TBA                | TBA                      | TBA     | Pedido da série |
| Secrets of the Bees             | Natureza            | TBA                | TBA                      | TBA     | Pedido da série |
| Secrets of the Penguins         | Natureza            | TBA                | TBA                      | TBA     | Pedido da série |
| Sentient                        | Natureza            | TBA                | TBA                      | TBA     | Pedido da série |

#### Reality
| Título original | Gênero                | Data de lançamento | Temporadas | Duração | Status          |
| --------------- | --------------------- | ------------------ | ---------- | ------- | --------------- |
| The Maze        | Reality de competição | TBA                | TBA        | TBA     | Pedido da série |

### Curtas
| Título original              | Gênero                                 | Data de lançamento | Temporadas                | Duração | Status       |
| ---------------------------- | -------------------------------------- | ------------------ | ------------------------- | ------- | ------------ |
| Kizazi Moto: Generation Fire | Antologia animada de ficção científica | 2023               | 1 temporada, 10 episódios | 10 min. | Pós-produção |
| Série de Morphle sem título  | Comédia animada em CGI                 | 2024               | 1 temporada, 52 episódios | 7 min.  | Em produção  |

### Continuações
| Título original       | Gênero                     | Data de lançamento | Temporadas | Duração | Emissora(s) ant.    | Status       |
| --------------------- | -------------------------- | ------------------ | ---------- | ------- | ------------------- | ------------ |
| Genius (4ª temporada) | Antologia/Drama biográfico | TBA                | TBA        | TBA     | National Geographic | Pré-produção |

### Especiais
Estes são conteúdos complementares relacionados a séries de TV ou filmes originais.

#### Únicos
| Título                              | Gênero                 | Data de lançamento | Duração |
| ----------------------------------- | ---------------------- | ------------------ | ------- |
| Documentário sem título sobre Iwájú | Documentário making-of | TBA                | TBA     |

### Em idioma diferente do inglês

#### Espanhol
| Título original                          | Gênero                             | Data de lançamento | Temporadas                | Duração | Status          |
| ---------------------------------------- | ---------------------------------- | ------------------ | ------------------------- | ------- | --------------- |
| Releyendo Mafalda                        | Docussérie                         | 2023               | 4 episódios               | 30 min. | Pós-produção    |
| C.H.U.E.C.O                              | Sitcom                             | 2023               | 1 temporada, 13 episódios | 30 min. | Filmando        |
| El poder de los girasoles                | Drama                              | 2023               | 1 temporada, 7 episódios  | 30 min. | Filmando        |
| L-POP                                    | Comédia dramática/Musical          | 2023               | 1 temporada, 6 episódios  | 30 min. | Filmando        |
| La partitura secreta: el enigma de plomo | Fantasia/Mistério                  | 2023               | 1 temporada, 8 episódios  | 30 min. | Filmando        |
| Llévame al cielo                         | Drama                              | 2023               | 1 temporada, 8 episódios  | 30 min. | Filmando        |
| Los MacAnimals                           | Comédia/Fantasia                   | 2023               | 1 temporada, 10 episódios | 30 min. | Filmando        |
| Lucha!: Despierta Tu Naturaleza          | Musical/Ficção                     | 2023               | 1 temporada, 10 episódios | 30 min. | Filmando        |
| Selenkay                                 | Fantasia/Mistério                  | 2023               | 1 temporada, 8 episódios  | 40 min. | Filmando        |
| 4 Ever                                   | Drama/Musical                      | TBA                | 5 episódios               | 30 min. | Pós-produção    |
| Champeta, el ritmo de la Tierra          | Comédia dramática/Musical/Fantasia | TBA                | 1 temporada, 10 episódios | 40 min. | Pós-produção    |
| FreeKs                                   | Drama/Mistério/Musical             | 2022               | 1 temporada, 6 episódios  | 40 min. | Pós-produção    |
| Mi música, mi tierra                     | Docussérie                         | TBA                | TBA                       | TBA     | Pedido da série |

#### Português
| Título original  | Gênero   | Data de lançamento | Temporadas | Duração | Status       |
| ---------------- | -------- | ------------------ | ---------- | ------- | ------------ |
| A Magia de Aruna | Fantasia | 2023               | TBA        | TBA     | Pós-produção |
| Tarã             | Fantasia | 2023               | TBA        | TBA     | Pós-produção |
| Uma Garota Comum | Musical  | 2023               | TBA        | TBA     | Pós-produção |
| O Som e a Sílaba | Musical  | TBA                | TBA        | TBA     | Pós-produção |

#### Outros
| Título original    | Gênero                                | Data de lançamento | Temporadas                | Duração | Idioma  | Status          |
| ------------------ | ------------------------------------- | ------------------ | ------------------------- | ------- | ------- | --------------- |
| Farm Rebellion     | Docussérie                            | 2023               | 6 episódios               | TBA     | Alemão  | Pós-produção    |
| Die drei !         | Drama adolescente/Policial processual | 2023               | 1 temporada, 10 episódios | 30 min  | Alemão  | Filmando        |
| Twisted-Wonderland | Anime                                 | TBA                | TBA                       | TBA     | Japonês | Em produção     |
| To Cook a Bear     | Drama policial                        | TBA                | 6 episódios               | TBA     | Sueco   | Pedido da série |

### Programação regional original
Esses programas são originais porque o Disney+ os encomendou ou adquiriu e estão programados para estrear no serviço, mas não estarão disponíveis em todos os territórios do Disney+.

#### Em inglês
| Título original                     | Gênero       | Estreia | Temporadas               | Duração | Regiões exclusivas       | Status          |
| ----------------------------------- | ------------ | ------- | ------------------------ | ------- | ------------------------ | --------------- |
| What's Your Toy Story?              | Reality show | 2023    | 1 temporada, 8 episódios | TBA     | Territórios selecionados | Filmando        |
| Brawn: The One Pound Formula 1 Team | Docussérie   | TBA     | 1 temporada, 4 episódios | TBA     | Territórios selecionados | Pré-produção    |
| Camden                              | Docussérie   | TBA     | 1 temporada, 4 episódios | TBA     | Territórios selecionados | Pedido da série |
| In Vogue: The 1990s                 | Docussérie   | TBA     | TBA                      | TBA     | Territórios selecionados | Pedido da série |
| Wagatha Christie                    | Docussérie   | TBA     | 3 episódios              | TBA     | Territórios selecionados | Pedido da série |

#### Em idioma diferente do inglês
| Título original                      | Gênero                | Estreia | Temporadas                | Duração | Regiões exclusivas | Idioma    | Status          |
| ------------------------------------ | --------------------- | ------- | ------------------------- | ------- | ------------------ | --------- | --------------- |
| Art Attack: Modo Desafio (Argentina) | DIY                   | 2022    | 1 temporada, 12 episódios | 22 min. | América Latina     | Espanhol  | Pós-produção    |
| Art Attack: Modo Desafio (Brasil)    | DIY                   | TBA     | 1 temporada, 12 episódios | 22 min. | América Latina     | Português | Pós-produção    |
| Italia's Got Talent (13ª temporada)  | Reality de competição | TBA     | TBA                       | TBA     | Itália             | Italiano  | Pedido da série |

### Distribuição internacional exclusiva
| Título original               | Gênero                              | Emissora original/Região | Data de lançamento | Temporadas               | Duração | Idioma | Região exclusiva                                   | Status       |
| ----------------------------- | ----------------------------------- | ------------------------ | ------------------ | ------------------------ | ------- | ------ | -------------------------------------------------- | ------------ |
| Doctor Who (espciais de 2023) | Drama de ficção científica/aventura | BBC One/Reino Unido      | Novembro de 2023   | 3 especiais              | 60 min. | Inglês | Todos os territórios, exceto Reino Unido e Irlanda | Pós-produção |
| Doctor Who (14ª temporada)    | Drama de ficção científica/aventura | BBC One/Reino Unido      | Início de 2024     | 1 temporada, 8 episódios | TBA     | Inglês | Todos os territórios, exceto Reino Unido e Irlanda | Filmando     |

### Em desenvolvimento
| Título                                                                        | Gênero                               |
| ----------------------------------------------------------------------------- | ------------------------------------ |
| Black Musketeer                                                               | Ação-aventura francesa               |
| A Crown of Wishes                                                             | Fantasia jovem adulta                |
| Darkwing Duck                                                                 | Comédia de ação e aventura           |
| Eragon                                                                        | Fantasia                             |
| First Gen                                                                     | Comédia autobiográfica               |
| House of Secrets                                                              | Fantasia de ação e aventura          |
| Intercats                                                                     | Sitcom animada                       |
| Lando                                                                         | Space opera                          |
| Little Town                                                                   | Comédia musical                      |
| Milady Origins                                                                | Ação-aventura francesa               |
| Noggin                                                                        | Ficção científica                    |
| Our Time                                                                      | Comédia dramática                    |
| Paola Santiago and the River of Tears                                         | Ação-aventura de fantasia            |
| Real Steel                                                                    | Drama esportivo de ficção científica |
| The Ring & The Crown                                                          | Fantasia                             |
| Rhona Who Lives by the River                                                  | Musical animado                      |
| Sal & Gabi Break the Universe                                                 | Ficção científica                    |
| Secret Guide to Celestial Creatures                                           | Drama de ação-aventura               |
| Swiss Family Robinson                                                         | Aventura de sobrevivência            |
| The Secret History of the Pink Carnation                                      | TBA                                  |
| The Society of Explorers and Adventurers                                      | Fantasia                             |
| The Temperature of Me and You                                                 | Ficção científica LGBT               |
| 'Twas the Night                                                               | Antologia musical                    |
| Série sem título do time de futebol California School for the Deaf, Riverside | Drama esportivo                      |
| Série sem título do Detroit Youth Choir                                       | Drama musical                        |
| Série sem título de Indiana Jones                                             | Ação-aventura                        |
| Série sem título do King Kong                                                 | Ação-aventura                        |
| Série sem título sobre Wakanda                                                | Ação de super-heróis                 |
| Vision Quest                                                                  | Ação de super-heróis                 |
| Witch Mountain                                                                | Ficção científica                    |
| The Witchverse                                                                | Antologia de animação                |
| Zorro                                                                         | Swashbuckler                         |

## Ligações Externas
- «Sítio oficial»